# Helige Konstantins och Helenas kyrka, Paril
Helige Konstantins och Helenas kyrka (bulgariska: Църква "Св. Св. Константин и Елена"/Tsarkva "Sv. Sv. Konstantine yi Elena") är en bulgarisk-ortodox kyrkobyggnad belägen i byn Paril, i Chadzjidimovo kommun i regionen Blagoevgrad, i sydvästra Bulgarien.
Kyrkan är helgad åt den romerske kejsaren Konstantin den store och hans mor, Helena och tillhör det bulgarisk-ortodoxa stiftet Nevrekops stift.

## Historik
Helige Konstantins och Helenas kyrkabyggdes i början av 1800-talet.
1934 förstördes kyrkan i en jordbävning och byggdes upp igen 1935.

## Inventarier
- Inne i kyrkan finns en ikonostas som har 31 ikoner och som kommer från den gamla kyrkan.

- Ikonostasens ikoner målades under den andra halvan av 1800-talet. Vem/vilka som målade ikonerna är okänt.